# 岸本誠司
岸本 誠司（きしもと せいじ）は、日本の男性アニメーター、キャラクターデザイナー。studio MOTHER所属。参加作品の一部では「きしもと せいじ」とクレジットされている。

## 来歴・人物
東京デザイナー学院（現：専門学校東京クールジャパン）を卒業後、アニメーション制作会社の葦プロダクションに入社。同学院での同期には、名和宗則や長濱博史らがいる。
同プロダクションを退職後は、一時期、アームスを活動の拠点としていた。また、XEBEC作品に数多く参加していた。現在はstudio MOTHERに所属している。

## 参加作品

### テレビアニメ
1998年
- アキハバラ電脳組（アニメーションキャラクターデザイン・作画監督）
- スーパードール★リカちゃん（作画監督）
- 万能文化猫娘（キャラクターデザイン）

1999年
- 地球防衛企業ダイ・ガード（作画監督）

2000年
- 女神候補生（作画監督）

2002年
- あずまんが大王 THE ANIMATION（作画監督）

2004年
- エルフェンリート（キャラクターデザイン・総作画監督・作画監督）

2006年
- 女子高生 GIRL'S-HIGH（キャラクターデザイン・作画監督）
- ひまわりっ!（キャラクターデザイン・総作画監督）

2007年
- ひまわりっ!!（キャラクターデザイン）

2010年
- メジャー（第6シリーズ、作画監督）

2011年
- FAIRY TAIL（作画監督）
- よんでますよ、アザゼルさん。（作画監督）

2013年
- 宇宙戦艦ヤマト2199（作画監督・キャラクター作画監督協力）

2014年
- 東京ESP（作画監督）

2015年
- To LOVEる -とらぶる- ダークネス 2nd（作画監督・総作画監督補佐）

2017年
- BanG Dream!（作画監督）

2018年
- フューチャーカード 神バディファイト（作画監督・ED作画監督・ED原画）

2020年
- ゾイドワイルド ZERO（作画監督）

2021年
- 女神寮の寮母くん。（作画監督・総作画監督）

2022年
- ありふれた職業で世界最強 2nd season（作画監督）

2024年
- 転生貴族、鑑定スキルで成り上がる（作画監督）

2025年
- わたしが恋人になれるわけないじゃん、ムリムリ!（※ムリじゃなかった!?）（作画監督・総作画監督）

### 劇場アニメ
- Pia♥キャロットへようこそ!! 劇場版〜さやかの恋物語〜（2002年、キャラクターデザイン・総作画監督）

### OVA
- 新・キューティーハニー（1994年、メカデザイン）